# Simor Ferenc
Simor Ferenc (Siklós, 1901. november 26. – Pécs, 1978. május 28.) meteorológus, klimatológus, a földrajztudományok kandidátusa.

## Élete
Középiskolai tanulmányainak elvégzése után tanítóképzőben szerzett oklevelet, majd a budapesti tanítóképző főiskolán földrajz, természetrajz és vegytan tárgyakból polgári iskolai tanári oklevelet kapott (1923). Pécsett tanított az egyetem Földrajzi Intézetének külső munkatársaként.
Már mint főiskolás agrometeorológiával foglalkozott. Magyarország búza-, rozs-, kukorica- és burgonyatermesztése és az időjárás közötti összefüggéseket kutatta. E tárgyú pályamunkájával Eötvös József-díjat nyert. 1934-ben szerezte meg az egyetemi doktori fokozatot. 1940-ben a pécsi egyetem földrajz magántanára lett.
Rövid ideig Kolozsvárott tanított az egyetemen. Itt látott napvilágot Erdély éghajlatát és mezőgazdaságát tárgyaló két terjedelmes tanulmánya.
Visszakerülve Pécsre a Nagy Lajos Gimnáziumban tanított, közben elméleti éghajlati vizsgálatokat végzett (homogenitás-vizsgálatok). A Dunántúli Tudományos Intézetnek 1951-től külső, 1957-től belső munkatársa. Magánéleti tragédiáját követően még inkább befelé fordult, ettől kezdve szinte kizárólag a kutatásnak és a tanításnak élt.

## Munkássága
Elsők között végezte el néhány hazai nagyváros éghajlatának 80 éves idősorokon alapuló elemzését. Terepklimatológiai vizsgálatait pénzhiány miatt nem sikerült kiteljesítenie. A Mecsek éghajlatával foglalkozott. A Mecsekben, a Misinatetőn éghajlatkutató obszervatóriumot (meteorológiai főállomást) létesített, amely 1961-től főfoglalkozású diplomás meteorológust foglalkoztatott. Ez a tv-torony építése miatt megszűnt, s így mérési eredményei tudományos szempontból használhatatlanná váltak.
A Magyar Meteorológiai Társaság pécsi szakosztályának elnöke volt, majd a társaság tiszteletbeli tagja. 1958-ban Steiner Lajos-emlékéremmel jutalmazták. Emlékét szülőházán márványtábla őrzi (Vértanuk útja 51.).

## Művei
- Pécs éghajlata. I. (Pécs, 1935)
- Pécs éghajlata. II. (Pécs, 1938)
- Az advekciós és a sugárzási hatás visszatükröződése a hőmérsékleti anomáliák gyakorisági eloszlásában Magyarországon 1871-1950 (Pécs, 1958)
- A délkelet-dunántúli hőmérsékleti anomáliák… (Bp., 1958)
- Adatok a Délkelet-Dunántúl éghajlatához (Bp., 1966)
- A Mecsek hegység éghajlata (Kéri Menyhérttel, Pécs, 1974).